# Snapchat
Snapchat és una aplicació mòbil que permet enviar vídeos o fotografies, que s'esborren automàticament al cap de 24 hores, amb missatges o sense, als destinataris escollits pel mateix emissor o a la teva història. També es pot xatejar amb els seus amics, amb l'opció de guardar els missatges o no, a més de fer trucades (d'àudio i de vídeo) gratuïtament. L'aplicació permet editar les fotografies amb filtres i els vídeos amb càmera lenta, càmera ràpida, filtres... Tot i ser missatges autodestructius, se'n poden fer captures de pantalla, que la mateixa aplicació notificarà a l'emissor.
Actualment, l'aplicació és disponible per a iOS des de l'App Store i per a Android des de la Play Store de Google, ambdues de manera gratuïta i per a majors de dotze anys.

## Història
Originàriament, l'aplicació Snapchat va néixer com un projecte d'estudis de dos universitaris de Stanford, Evan Spiegel i Boddy Murphy, amb 22 i 24 anys respectivament. Van llançar al mercat l'aplicació l'any 2011. El 2012, Facebook  buscà comprar l'aplicació, però els dos joves rebutjaren la proposta de vendre la seva creació per mil milions de dòlars.
El febrer del 2013, l'empresa de capital de risc Benchmark va invertir 13,5 milions de dòlars en Snapchat. I finalment el novembre del 2013, l'equip tornà a rebutjar la proposta d'adquisició de Facebook, aquest cop per un valor de tres mil milions de dòlars, així com la proposta de Google que oferia quatre mil milions de dòlars.
L'1 de gener del 2014, tot just començar l'any, els mitjans de comunicació van informar la població del pirateig de Snapchat, que va comportar conseqüències força greus en la privacitat dels usuaris: es va permetre la filtració d'informació de 4,6 milions d'usuaris que van veure com totes les seves dades (els seus noms, números de telèfon, fotografies i geolocalització) es penjaven obertament a Internet. Els culpables d'aquell delicte foren uns pirates que van considerar que els mètodes de control de l'empresa no eren efectius i volien demostrar-ho. L'empresa va indicar de seguida que llançaria l'actualització que havia de permetre la resolució d'aquest problema.
Al primer post que van fer al blog van escriure “Snapchat no consisteix a capturar els moments com ho fan les Kodak tradicionals. Consisteix a comunicar amb el major contingut emocional, no només amb el que apareix perquè sigui maco o perfecte”. Van presentar Snapchat com la solució per a les causes d'estrès produïdes pel temps que duren les dades personals a les xarxes socials, demostrat per la cerca de fotos comprometedores a Facebook abans d'una entrevista de feina i les modificacions de les fotografies amb Photoshop abans de penjar-les a internet.
Principalment, Snapchat està pensat per a majors de tretze anys, però el juny del 2013, Snapchat va introduir Snapkidz per a usuaris menors de tretze anys. Snapkidz és part de l'aplicació de Snapchat i s'activa en el moment en què l'usuari proporciona una data de naixement inferior a tretze anys. Snapkidz permet als nens fer fotos i dibuixar-hi, però no poden enviar snaps a altres usuaris i només es poden guardar fotografies de forma local en el dispositiu en què s'usa l'aplicació.

## Funcionament de l'aplicació[7]
Snapchat és una aplicació fàcil d'utilitzar per als usuaris. Primer cal registrar-se mitjançant un correu electrònic, establint la data del dia, i la data de naixement. Després s'ha d'escollir un nom d'usuari i, si es vol, associar un número de Snapchat per tal de trobar de manera més ràpida a usuaris amics que l'utilitzin.
Un cop creat el compte, es poden editar camps del menú principal des de les preferències. Des del menú, es pot canviar el número de telèfon associat. Això no obstant, no es pot modificar el nom d'usuari. En cas de voler crear un nou nom, és recomanable anar a Preferències > Desconnectar i crear un nou usuari. Per afegir amics, el més recomanable és associar un número de telèfon al compte propi ja existent. D'aquesta manera es podrà anar al menú de contactes, i trobar-ne amb l'opció: Afegir amics. L'aplicació consta de tres menús principals: el central, el principal i la llista d'amics. Cada vegada que s'obre l'app es veu el menú central, que correspon a la càmera. Per accedir al principal, cal seleccionar el botó inferior esquerre o lliscar la pantalla d'esquerra a dreta. Per a veure la llista d'amics, cal seleccionar la icona inferior dreta o lliscar cap a l'esquerra.
Per a modificar i ajustar el temps de consulta de cada missatge, primer s'ha de prendre la fotografia o el vídeo i després polsar sobre la icona del cronòmetre. El menú permet triar el temps entre un i deu segons. L'octubre de 2013 l'aplicació presentà l'opció Story, comparables amb les històries d'altres murs de publicacions d'altres xarxes socials com: Facebook, Instagram, etc. Les fotografies i vídeos que s'afegeixen en l'app no són públiques, sinó que només ho veuen els usuaris amics durant un període de 24 hores.

## Característiques
Durant el període de visualització, el beneficiari estarà obligat a mantenir contacte amb la pantalla tàctil del dispositiu, el que obstaculitza la capacitat de l'usuari de fer una captura de pantalla. El remitent també és notificat per Snapchat si un receptor fa una captura de pantalla. Malgrat això, és possible eludir aquest mecanisme, per exemple, fent una fotografia amb la càmera d'un altre telèfon o a través d'aplicacions pirates. Després que passi un temps, la fotografia s'esborra dels dispositius i servidors de la companyia. El 9 de maig de 2013, el blog de Snapchat va respondre a l'especulació pel que fa a les imatges de la seva aplicació: “Si alguna vegada has intentat recuperar les dades perdudes després de l'eliminació accidental d'una unitat o potser has vist algun capítol de CSI, sabràs que amb les eines forenses correctes, a vegades és possible recuperar les dades després que hagin estat eliminades. Així que... ja saps… tingues-ho en compte abans de posar algun secret d'estat als teus “selfies"."
Spiegel va explicar que Snapchat està destinat a contrarestar la tendència dels usuaris de gestionar una identitat en línia idealitzada d'ells mateixos, que segons ell “ha pres tota la diversió de la comunicació”Snapchat pot localitzar amics d'un usuari a través de la llista de contactes del mòbil. La investigació realitzada al Regne Unit ha demostrat que, a partir de juny del 2013, la meitat dels enquestats de 18 a 30 anys (47%) han rebut imatges de nus, mentre que el 67% havia rebut imatges de posats o gestos inapropiats.
Snapchat va posar en marxa la característica “la meva història” a principis d'octubre de 2013. La característica permet als usuaris veure un número il·limitat de vegades durant un període de 24 hores les fotografies dels usuaris.
L'1 de maig de 2014, es van afegir funcions noves de missatgeria i xat de vídeo a l'aplicació. Les noves funcions permeten als usuaris enviar text als altres usuaris i guardar missatges de text fent clic sobre aquests. De forma predeterminada, els missatges desapareixen un cop llegits i una notificació només s'envia al destinatari a l'inici d'una conversa.
Un aspecte crucial de l'actualització del maig de 2014 és el signe “aquí” que subtilment pot aparèixer en qualsevol moment com una bombolla blava a la finestra de xat. La bombolla vibra suaument per informar a l'usuari que un amic també està disponible per participar en un xat de vídeo que només pot ocórrer quan tots dos usuaris fan servir l'aplicació al mateix temps. Quan es manté pressionat el botó, a continuació, una funció de xat es posa en marxa immediatament.
A partir de l'1 de maig Snapchat envia una notificació d'inserció a la pantalla de bloqueig de l'usuari com un indicador de què un amic ha començat a escriure un missatge, com a alternativa als indicadors d'escriptura a l'aplicació.
El juny de 2014, la funció de “la meva història” va ser ampliada per permetre la creació de muntatges que es transmeten a tots els usuaris de Snapchat. Aquesta funció es denomina “la nostra història” i en general, compta amb reunions físiques de les persones en esdeveniments tals com festivals de música, jocs esportius, etc. Els usuaris que estan a la ubicació a l'esdeveniment designat poden enviar vídeos de fins a 10 segons de duració a la seu de Snapchat. Snapchat llavors, analitza els clips enviats i fa una cobertura d'uns dos o tres minuts de l'esdeveniment i ho fa disponible perquè ho vegin tots els usuaris de Snapchat. Snapchat també va canviar el seu logo d'un fantasma somrient per un fantasma sense rostre, explicant la decisió en una entrada del blog titulada “NoFace Chillah” que vol dir “tu ets la cara de Snapchat” i que sense rostre, el fantasma pot ser "un reflex de les diverses experiències compartides pels membres de la nostra comunitat”.
En novembre de 2014, es va posar en marxa “Snapcash” que permet als usuaris enviar diners a l'aplicació dels seus amics.
El 27 de gener de 2015 Snapchat va llançar la seva característica “descobreix” que és una manera perquè els usuaris consumeixin text i contingut de vídeo de diferents equips editorials. Snapchat també va eliminar la funció de “millors amics”.
El 6 d'abril de 2015 Snapchat va actualitzar la funció de “millors amics” amb icones. Les icones inclouen:
Cor daurat: això vol dir que tots dos usuaris són millors amics, és a dir, és la persona amb qui més comparteixes fotografies.
Icona ensenyant les dents: vol dir que el teu millor amic és també el millor amic d'aquella persona.
Icona somrient: vol dir que és un altre dels teus millors amics. No és a la persona que més Snaps envies, però ho podria arribar a ser.
Icona amb ulleres de sol: algun dels teus millors amics, també és un dels seus millors amics. Tots dos envieu molts snapchats a una persona en comú.
Icona amb cara de satisfet: no és dels teus millors amics, però tu si ho ets dels seus. Aquesta persona te n'envia molts però tu a ella no gaires.
Foc: “Snapstreak”. T’envies missatges amb aquesta persona cada dia i aquesta persona també te n'envia a tu. Incrementa amb el nombre de dies consecutius.
Unes altres de les icones que podem visualitzar a Snapchat són les fletxes de colors:
La vermella vol dir que s'ha enviat una fotografia.
La lila vol dir que s'ha enviat un vídeo.
La blava vol dir que s'ha enviat un missatge de text a través del xat.
L'última actualització presentada per l'aplicació l'any 2014 va comportar diversos canvis en el seu funcionament: 
- En primera instància, ha incorporat un xat momentani on es poden prendre imatges de la galeria o preses en el mateix moment a més de la possibilitat d'establir una conversa amb l'usuari que es triï.
- En segon lloc, ha incorporat diversos filtres per a les fotografies, des de blanc i negre, a més saturació, a exaltació de colors primaris.

També n'ha mantingut altres com: l'opció de càmera davantera, incloure emoticones, la temperatura, l'activació o desactivació del flash, l'opció de posar l'hora i una tipologia de text més gran.

## Usos i comportaments comuns
En 2014, investigadors de la Universitat de Washington i la Universitat de Seattle Pacífic van dissenyar una enquesta als usuaris per a ajudar a entendre com i per què la gent fa servir aquesta aplicació. Els investigadors van proposar inicialment la hipòtesi que la naturalesa efímera dels missatges de Snapchat fa que predomini el seu ús per al contingut privat i sensible incloent el tan esmentat ús de contingut sexual i “sexting". No obstant això, sembla que Snapchat s'utilitza per a una varietat de propòsits creatius que no són necessàriament en absolut relacionats amb la privacitat. En l'estudi, només l'1,6% dels enquestats van reportar haver utilitzat Snapchat principalment per al “sexting", encara que el 14,2% va admetre haver enviat contingut sexual a través de Snapchat en algun moment. Aquests resultats suggereixen que els usuaris no semblen utilitzar Snapchat per distribuir material sensible, més aviat, l'ús principal de l'aplicació és, amb el 59,8% de l'aprovació dels enquestats, el fet d'enviar contingut divertit com cares estúpides. Els estudis sobre per a què utilitzen els usuaris l'aplicació, van trobar que l'èxit de Snapchat no es deu a les seves propietats de seguretat, sinó perquè els usuaris de l'aplicació creuen que és divertida. Els investigadors van trobar que els usuaris semblen ser molt conscients (79,4% dels enquestats) que la recuperació d'instantànies és possible i la majoria dels usuaris (52,8% dels enquestats) informen que això no afecta el seu comportament i ús de Snapchat. La majoria dels usuaris (52,8% dels enquestats) es va trobar que utilitzaven una longitud de temps diferent depenent del contingut que es troba en el missatge. La resta, utilitzava un temps o un altre depenent del destinatari al qual anava dirigit el missatge. Les raons sobre el temps que utilitzaven eren el nivell de confiança i la relació amb el destinatari i el temps necessari per comprendre el contingut evitant captures de pantalla.
Els investigadors també van determinar com els usuaris de Snapchat no utilitzen l'aplicació i quin tipus de continguts no estan disposats a enviar. Van trobar que la majoria dels usuaris no estan disposats a enviar contingut classificat com a “sexting” (74,8% dels enquestats), fotos de documents (85% dels enquestats), missatges amb contingut legalment qüestionable (86,6% dels enquestats), o el contingut considerat mediocre o insultant (93,7% dels enquestats).

## Privacitat i seguretat
En un informe publicat per ZDnet.com i Gibson Security del desembre del 2013 van sorgir preocupacions pel que fa a la privacitat i seguretat. Dues gestes publicades a l'informe permeten associar noms d'usuari amb el telèfon mòbil independentment de la configuració de privacitat de l'usuari i permeten la descàrrega massiva de detalls del compte d'usuari a través de l'API. Segons un article d'Ars Technica el desembre de 2013, Gibson Security va intentar portar els problemes a l'atenció de Snapchat l'agost de 2013. Així i tot, no es va rebre cap resposta ni s'han abordat els problemes.

### Compliment del govern
L'Electronic Frontier Foundation és un grup de drets digitals que realitza enquestes anuals d'empreses per analitzar diversos factors, incloent-hi el compliment del govern. En l'informe de 2014, a Snapchat se li van atorgar només una de cada sis estrelles possibles per a la forma en què protegeix les dades dels usuaris a partir de les sol·licituds del govern. Nate Cardozo, advocat de EFF, va comentar que “Snapchat uneix AT & T i Comcast com que no requereix una autorització per a l'accés del govern als continguts de les comunicacions. Això vol dir que el govern pot obtenir informació extraordinàriament sensible sobre les seves activitats i comunicacions sense convèncer a un jutjat que hi ha causa probable per recollir aquesta informació.” L'informe afirma que aquest fet és preocupant a causa de la naturalesa de les dades d'usuari extremadament sensibles, com fotos privades que Snapchat té. L'informe va recomanar “Tenint en compte el gran nombre d'usuaris i no usuaris dels quals les fotos arriben a Snapchat, l'aplicació s'ha de comprometre públicament a l'exigència d'una autorització abans de lliurar el contingut de les comunicacions dels seus usuaris. En resposta, Snapchat va negar l'acusació de la FEP que lliura informació al govern sense una ordre judicial. El portaveu de Snapchat, Mary Ritti va comentar que l'empresa “requereix habitualment una ordre de registre quan les dades dels usuaris són demanades per la llei.

### El hack de desembre de 2013
Snapchat va ser hackejat el 31 de desembre de 2013. Gibson Security, una empresa de seguretat australiana, havia revelat una vulnerabilitat de seguretat d'API a l'empresa el 27 d'agost de 2013 i després va fer pública la font de codi d'explotació el dia de Nadal. El 27 de desembre, Snapchat va anunciar que havia aplicat característiques atenuants. No obstant això, un grup anònim de hackers, va dir que aquestes característiques atenuants eren només petits obstacles. Els hackers van revelar parts d'aproximadament 4,6 comptes d'usuari i números de telèfon a un web anomenat “SnapchatBD.info” i van enviar un comunicat al popular web de tecnologia TechCrunch dient que el seu objectiu havia estat la de “sensibilitzar a la població… i… exercir pressió pública sobre Snapchat” per a corregir la vulnerabilitat. Una setmana després del hack Snapchat es va disculpar amb els seus usuaris.
Un portaveu de Gibson Security va dir “jo puc entendre per què han hackejat Snapchat, i que probablement és perquè l'aplicació fes alguna cosa, però penso que han arribat massa lluny i que, almenys, podrien haver censurat més els números de telèfon".
Evan Spiegel, el fundador de Snapchat el número del qual apareixia aparentment a les bases de dades del hack va piular que l'empresa cercava ajuda legal. En la seva resposta, Snapchat va dir que no trigaria a sortir una versió actualitzada de la seva aplicació i que permetria als usuaris buscar amics que requeriria que els números dels usuaris s'emmagatzemessin perquè altres usuaris poguessin trobar-los fàcilment.

### Snap spam
Poc després del hack, Snapchat va rebre moltes queixes dels seus clients pel que fa al correu brossa que contenia anuncis pornogràfics i anuncis sobre dietes i pèrdues de pes. Aquesta allau d'atacs són capaces de bloquejar els telèfons dels usuaris o infectar-los amb un virus. Un investigador de seguretat espanyol, Jaime Sánchez, va revelar que ell va ser capaç "d'enviar 1000 missatges en cinc segons a l'iPhone d'un reporter el que provoca que el dispositiu es congeli i requereixi un reinici.” Snapchat utilitza “tokens” per autenticar els usuaris en lloc de les contrasenyes, els estafadors són capaços d'utilitzar això, que es creen els usuaris quan actualitzen la seva llista de contactes per enviar simultàniament instantànies a centenars d'usuaris. Sánchez suggereix que aquesta falla es deu al “pobre control sobre les sol·licituds de notificació “push” de Snapchat”. D'acord amb Josh Constine, Snapchat havia sigut conscient d'aquest tipus de spam des de l'abril de 2012, ja que va publicar una entrada al blog anomenada “Snap Spam”. A l'entrada del blog Snapchat va reconèixer les queixes de correu no desitjat. Snapchat també va informar que s'estava treballant en una solució a llarg termini per evitar l'spam entri als comptes dels usuaris. Mentrestant s'aconsella als usuaris canviar les opcions de privacitat.

### Imatges eliminades
A la pàgina de privacitat de Snapchat s'afirma “no es pot garantir que els missatges s'eliminaran en un termini determinat.” Fins i tot després que Snapchat esborri les dades del missatge dels seus servidors, aquestes mateixes dades poden romandre en còpies de seguretat durant un determinat període. També afirmen que reben sol·licituds d'aplicació de la llei per allargar el temps que es conservin les imatges. En 2013, el cap de Snapchat de Confiança i Seguretat, Miccah Scahffler, ha afirmat que s'han conservat les imatges una dotzena de vegades a causa d'una ordre policial. La pàgina de privacitat de Snapchat també reconeix el fet, com amb qualsevol informació digital, que “pot haver formes d'accedir als missatges quan encara estan emmagatzemats temporalment en els dispositius dels destinataris o, fins i tot, després de ser eliminats.
L'octubre de 2014, els hackers va aconseguir almenys 100.000 fotografies que suposadament ja havien estat esborrades. El truc, que es diu "Snappening”, segons els informes, rivalitza amb el cas de violació d'iCloud de les celebritats. En un comunicat de premsa, Snapchat va confirmar que les imatges en qüestió procedien de llocs de tercers, però va negar que els pirates informàtics violessin els servidors del lloc.

### Captures de pantalla
La declaració de confidencialitat de Snapchat afirma que l'aplicació és “la forma més ràpida de compartir un moment amb els teus amics. Vostè controla el temps que els seus amics poden veure el missatge. Tenen temps de veure el missatge i després desapareix per sempre i nosaltres li farem saber si l'altre usuari ha realitzat una captura de pantalla”.
La presidenta de la Comissió Federal de Comerç, Edith Ramirez, va comentar sobre la privacitat de Snapchat declarant “si una companyia comercialitza la privacitat i la seguretat com a punts clau de venda per llançar el seu producte als consumidors, és fonamental que es compleixin les promeses”.
Snapchat està dissenyat perquè totes les fotos i els vídeos desapareguin després d'una quantitat predeterminada de temps establert per l'emissor. No obstant això, els usuaris han trobat maneres de mantenir les fotos després del temps fixat. Una de les formes més usuals per a guardar les fotografies enviades per Snapchat és la coneguda captura de pantalla. No obstant això, la preocupació de la FTC no és només la possibilitat de realitzar captures de pantalla, sinó que els usuaris utilitzen altres aplicacions per a guardar les fotografies, en què la captura de pantalla no és notificada a l'emissor. Això ho fa aplicacions com a Snapkeep, Snapbox i Snapspy. Snapchat, en resposta a les preocupacions sobre el potencial de les captures, va declarar que “tot i que intentem eliminar les dades d'imatge tan aviat com sigui possible, després que es transmeti el missatge no podem garantir que el contingut d'aquest s'eliminarà en tots els casos. Per exemple, els usuaris poden fer una foto del contingut del missatge quan apareix a la pantalla del dispositiu. En conseqüència, no som capaços de garantir que les seves dades de missatgeria s'eliminaran en tots els casos. Els missatges, per tant, s'envien a risc de l'usuari.
Snapchat, assabentat amb la FTC sobre aquestes afirmacions de privacitat i seguretat en els termes de l'acord, s'enfrontarà a un monitoratge independent durant vint anys. A més la FTC afirma que Snapchat té prohibit “tergiversar la mesura que es manté la privacitat, la seguretat o confidencialitat de la informació dels usuaris.

## "Sexting"
Són moltes les persones que han expressat la seva preocupació per l'enviament d'imatges amb nus o contingut de sexe explícit. Com que la majoria d'usuaris d'aquesta aplicació són menors d'edat, s'ha plantejat una qüestió sobre la facilitat d'aquest programa per a distribuir pornografia infantil. Els desenvolupadors de l'aplicació van insistir que l'aplicació no estava d'acord amb el “sexting” i que no donen suport a cap ús de l'aplicació amb finalitats pornogràfiques. El febrer de 2013, un estudi de la firma d'investigació de mercat Survata va concloure que els usuaris de telèfons mòbils són més propensos a utilitzar MMS per a dur a terme sexting, que no pas Snapchat.
Els experts afirmen que l'ús d'Intenet està exposant als nens petits a la nuesa i a les imatges pornogràfiques durant una edat més primerenca pel que fa als anys anteriors. Les investigacions demostren que els nens de deu anys estan enviant i rebent imatges sexuals d'altres i d'ells mateixos a través de Snapchat. El psicòleg infantil, el Dr. Michael Carr-Greg afirma que Snapchat s'ha convertit en un problema perquè els nens petits estan començant a perdre la seva innocència molt d'hora. Carr-Greg també creu que els pares no es prenen el “sexting” com un problema seriós i exposen els nens a un nombre més gran d'hores de televisió i aplicacions mòbils.
En 2012 el NSPCC es va trobar que entre un 15% i un 40% dels nens han estat enviant algun tipus de fotografia o vídeos sexuals. D'acord amb informes de la policia, el “sexting” s'utilitza com un medi per coquetejar i entretenir-se que no es pren seriosament per usuaris de Snapchat. La policia creu que la utilització de Snapchat per dur a terme accions relacionades amb el “sexting” no és segur. Ken Steeves afirma que no és segur utilitzar aquesta aplicació per enviar fotos de “sexting” explícit a través de Snapchat, ja que la imatge que s'ha enviat pot ser capturada i aparèixer a qualsevol altre lloc que els usuaris no esperen.
Recentment, estudiants d'UCLA fan reclamacions demanant si els joves creuen o no que Snapchat es fa servr per a fer “sexting”. Molts dels estudiants que van ser entrevistats per la CNBC no van reconèixer que Snapchat fos una aplicació utilitzada per dur a terme aquest tipus d'accions. Van afirmar que la majoria d'estudiants envien fotografies dels seus amics dormint on poden pintar els seus rostres. Els estudiants creuen que Snapchat és una eina de fàcil accés per enviar fotos i vídeos a moltes persones alhora. Van anar més enllà dient que el “sexting” no és un problema greu en la societat.
El 14 de novembre de 2013, la policia de Laval, Quebec, van arrestar a 10 nois de 13 a 15 anys per càrrecs de pornografia infantil després dels nois, presumptament havien capturat i compartit fotografies explícites de les adolescents enviades a través de Snapchat com a captures de pantalla. Snapchat permet que la imatge només estigui disponible per a la seva visualització durant un determinat temps prèviament assignat, però no impedeix que algú faci una captura o fotografiï la pantalla.

## Qüestions jurídiques amb la FTC
A principis de 2014, Snapchat va topar amb alguns problemes legals amb la FTC pel que fa a la seva política de privacitat. El 8 de maig de 2014, Snapchat va acceptar els càrrecs de la Comissió Federal de Comerç (FTC) de l'empresa a causa que van enganyar als usuaris en l'àmbit de la privacitat, i la recol·lecció d'informació dels usuaris de manera que violava les seves polítiques de privacitat. Els usuaris podien fer captures de pantalla a les fotografies i descarregar-se aplicacions de tercers que guardaven tot el contingut que suposadament desapareixia. Els usuaris podien guardar vídeos mitjançant la connexió del seu dispositiu al seu ordinador, ja que Snapchat no emmagatzema els vídeos a l'àrea d'emmagatzemament privat en el dispositiu, on altres aplicacions no poden accedir.
La FTC também va acusar Snapchat de recol·lectar contactes de correu electrònic dels usuaris sense el seu consentiment i no poder reparar falles de seguretat en la funció “Buscar amics”. Ja que Snapchat no va verificar en cap moment els números de telèfon d'aquesta funció, els usuaris de l'aplicació van enviar contingut a gent que no coneixien pensant que eren els seus amics. Snapchat mai va admetre o negat cap de les acusacions, però després de ser pressionat per la FTC per canviar les seves polítiques de privacitat i col·locar a l'empresa sota estricta vigilància durant els pròxims vint anys, Snapchat va acordar revisar la seva política de privacitat.

### Canvis de política de privacitat a Snapchat
El 16 de desembre del 2012 Snapchat va canviar perquè la companyia estigués protegida de problemes legals. Els usuaris de Snapchat no poden culpar a la companyia de qualsevol problema que pogués resultar de fer servir l'aplicació. En cas que els usuaris demandessin a Snapchat, el límit no podia superar el dòlar nord-americà. La política de privacitat també va deixar clar que l'empresa recull el nom d'usuari individual, la contrasenya, el correu electrònic, el número de telèfon i l'ID de Facebook per a trobar altres amics que utilitzin Snapchat. A més a més, també recull informació d'ús, que la companyia diu que podria ser anònima, que podria ser compartida amb terceres persones. Snapchat diu que l'empresa pot veure les fotografies que han estat enviades a través dels seus servidors. Després d'haver estat posat en mans de la FTC, Snapchat, però, va modificar la seva política de privacitat per ser més específic i transparent amb els usuaris. L'última actualització que van fer és de l'1 de maig de 2014 i organitzen la seva política de privacitat en 7 categories: recopilació d'informació, la informació que es recopila automàticament quan vostè utilitza els seus serveis, informació que recopilen d'altres fòrums, l'intercanvi d'informació, sèries d'anàlisis proporcionades a altres, de seguretat, de nens i les teves opcions.

### Snapchat i la FTC
El 8 de maig de 2014 Snapchat i la Comissió Federal del Comerç van arribar a un acord sobre els càrrecs de tergiversacions de l'aplicació i el fracàs d'assegurar la privacitat dels usuaris.
Un grup de hackers anònims de Snapchat van revelar el fracàs de l'aplicació sobre l'eina de “buscar amics” el 25 de desembre de 2013. "Gibson Security” havia advertit abans a Snapchat sobre els seus problemes de seguretat i els van animar a prendre mesures immediates. Fent cas omís a aquesta advertència, això va portar al hack massiu de 4,6 milions d'usuaris de Snapchat i els seus números de telèfon. Els números de telèfon hackejats es mostren parcialment en línia a través de SnapchatDB. Encara que SnapchatBD va ser donat de baixa, la informació dels noms d'usuari filtrats encara està disponible a través de GibsonSec introduint el nom d'usuari de Snapchat. D'acord amb la Comissió Federal de Comerç, la informació de contacte dels usuaris d'iOS es va recuperar a través de la funció de “buscar amics” de l'aplicació. Amb aquesta característica Snapchat havia tingut accés als contactes dels usuaris sense el seu consentiment. Això va portar la Comissió Federal de Comerç a supervisar la privacitat i seguretat dels usuaris de l'aplicació.
Snapchat ofereix un servei de missatgeria de fotos on la gent pot enviar en privat fotografies i vídeos amb la promesa que el missatge desapareixerà en qüestió de segons. Últimament, hi ha hagut una revelació que els missatges no desapareixen després de ser vistos i que alguns usuaris van ser capaços d'evitar l'alerta de captura de pantalla, enviat als remitents si els receptors tenien captura de pantalla de la fotografia enviada.
El president de la FTC, Edith Ramírez, va afirmar en el comunicat de premsa de la FTC: “si una empresa comercialitza privacitat i seguretat com a punts claus de venda per llançar el seu producte als consumidors, és molt important que mantingui aquestes promeses”. Per protegir la privacitat dels usuaris de Snapchat, la TFC va resoldre la disputa contra Snapchat en la que es protegiran als usuaris. Segons el comunicat de premsa de la Comissió Federal de Comerç Snapchat té “prohibit tergiversar la mesura en què es manté la privacitat, la seguretat o la confidencialitat de la informació dels usuaris. Per tant, això va portar a la Comissió Federal de Comerç per a auditar Snapchat durant els pròxims vint anys.
En els esforços de la companyia per tranquil·litzar i guanyar una altra vegada la confiança dels seus usuaris, el 8 de maig de 2014, Snapchat va emetre un comunicat a la seva pàgina web que indica el seu propòsit de “desenvolupar una forma ràpida i divertida de comunicar-se amb fotografies”. Snapchat va donar a conèixer el seu comunicat just quan va arreglar els problemes amb la FTC. Van reconèixer els seus errors i van prometre arreglar-los. L'empresa va afirmar al seu blog “inclús abans que el decret de consentiment d'avui fos anunciat, ja havíem resolt la majoria d'aquestes preocupacions durant l'any passat mitjançant la millora de redacció de la nostra política de privacitat, descripció de l'aplicació i les notificacions en l'aplicació i continuem invertint molt fort en la seguretat i contramesures per prevenir l'abús”. Snapchat prometia ser més precisa sobre les comunicacions amb els seus usuaris com ho faran en els pròxims vint anys sota un decret de consentiment amb la Comissió Federal de Comerç.